# Anquincila
Anquincila är en ort i Argentina.   Den ligger i provinsen Catamarca, i den norra delen av landet, 1 000 kilometer nordväst om huvudstaden Buenos Aires. Anquincila ligger 1 003 meter över havet och antalet invånare är 200.
Terrängen runt Anquincila är kuperad åt sydväst, men åt nordost är den platt. Terrängen runt Anquincila sluttar brant österut. Trakten runt Anquincila är nära nog obefolkad, med mindre än två invånare per kvadratkilometer.. Närmaste större samhälle är Ancasti, 8,5 kilometer sydost om Anquincila.
I omgivningarna runt Anquincila växer i huvudsak lövfällande lövskog.